# Glas im Alten Ägypten

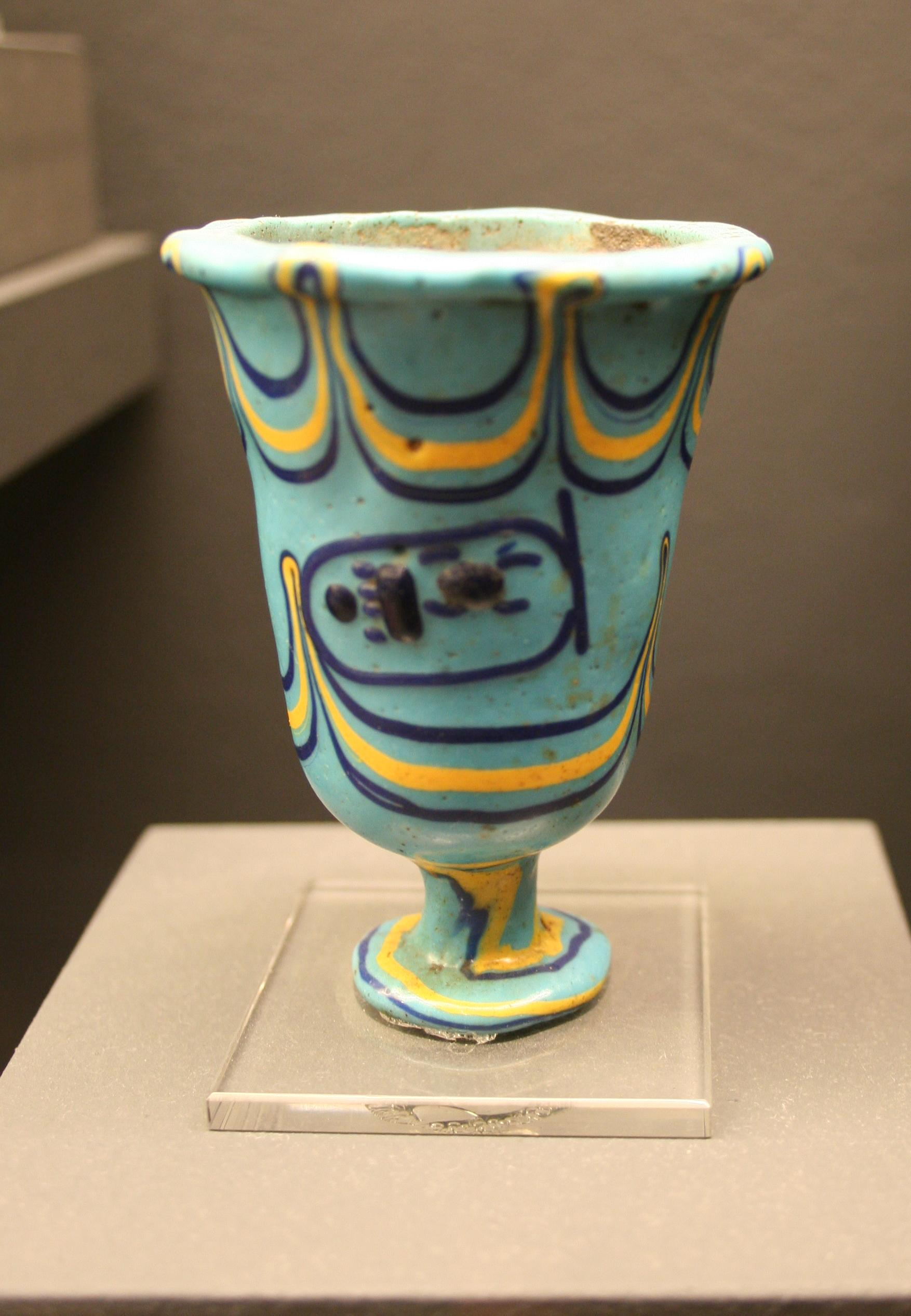
Glaskelch von Thutmosis III.

Die Herstellung von Glas im Alten Ägypten taucht zum ersten Mal im Neuen Reich um ca. 1500 v. Chr. auf. Farbiges Glas war im Alten Ägypten ein sehr vielfältig eingesetztes Material, das vor allem für Schmuck, für Gebrauchsgegenstände und in Komposition z. B. als Reliefeinlage verwendet wurde.

## Geschichte
Willkürlich hergestelltes Glas taucht im Alten Ägypten zum ersten Mal um ca. 1500 v. Chr. auf. Wie die Technik genau ins Land kam, ist unklar. Wahrscheinlich wurde sie im Zuge der Expansionspolitik des Neuen Reiches aus Nordsyrien und Palästina importiert. Im 10. Jahrhundert v. Chr. wurde die Glasherstellung von glasiger Fayence abgelöst und lebte im 4. Jahrhundert v. Chr. in Begleitung der Millefioritechnik wieder auf.

## Zusammensetzung

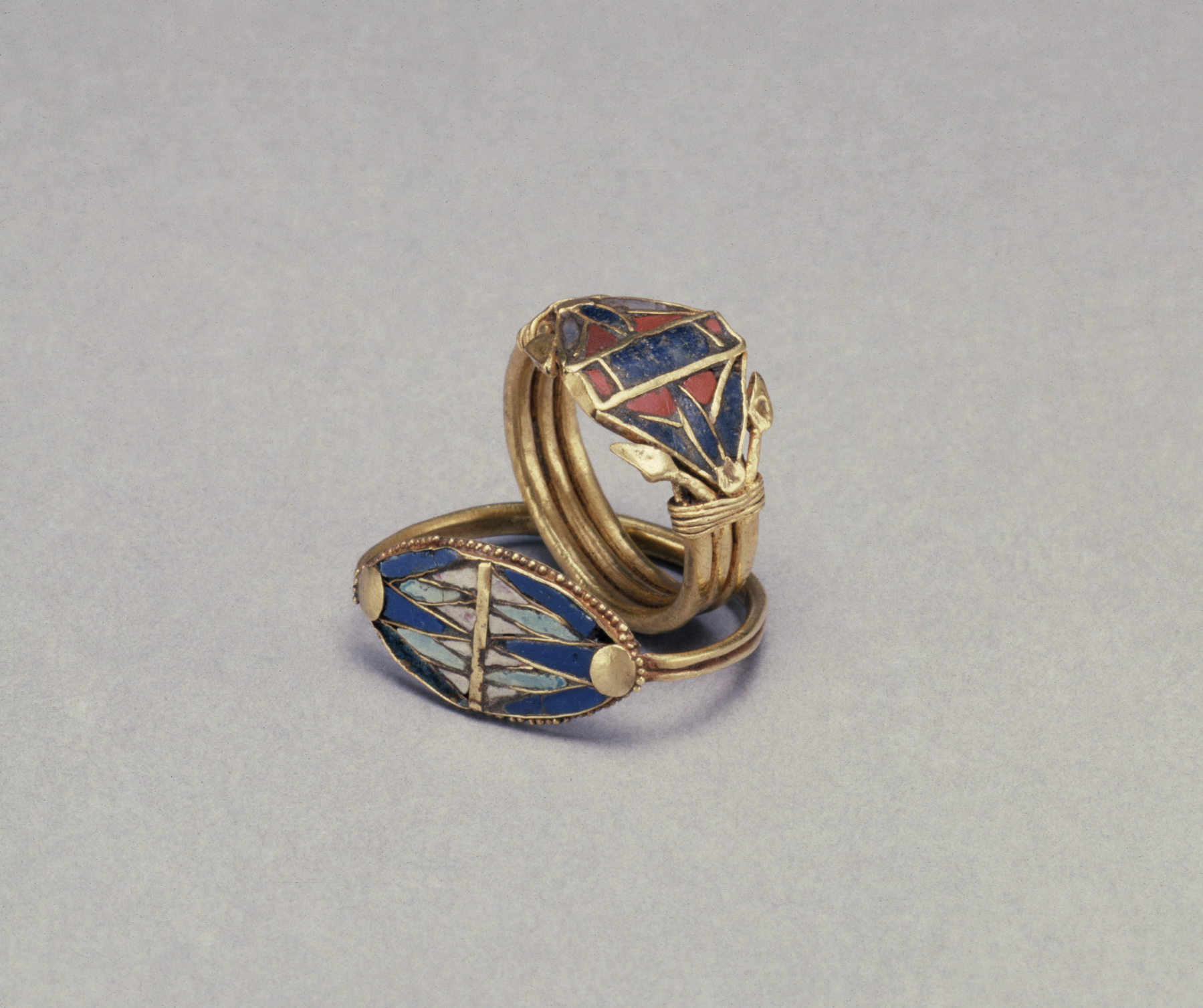
Ring mit Glaseinlagen.

Zur Glasherstellung wird Sand (Siliciumdioxid) mit Soda (Natriumcarbonat, welches in Ägypten natürlich vorkommt) oder Pottasche (Kaliumcarbonat aus der Veraschung von Pflanzen) benötigt. Für die Herstellung von altägyptischem Glas verwendete man 60 % Silicium, 10 % Calcium, das man aus zerpulvertem Wüstensand mit hohem Kalkgehalt gewann, und 20 % alkalisches Salz, das als Flussmittel diente. Für die Farbgebung fügte man Metalloxide oder Tonerden hinzu, die bereits zum Teil als Unreinheiten im Sand eingeschlossen waren. Blau-, Grün- und Rotfärbung wurde mit Zugabe von Kupferverbindungen erreicht. Für amethystfarbenes Glas verwendete man Mangan. Eine relativ seltene Gelbfärbung erzielte man mit einer Blei-Antimonverbindung.
Wichtig war vor allem die Art der Bindung und wie die Komponenten untereinander im Verhältnis standen. Die typische Undurchsichtigkeit der ägyptischen Gläser wurde durch Unreinheiten und Zinnoxid verursacht. Ziemlich selten kommt durchsichtiges, ungefärbtes Glas vor, das aufgrund des Eisenoxidgehaltes im Sand meist einen gelblich-grünen Farbton aufweist.

## Herstellung und Verarbeitung

### Schmelzvorgang
Über die Glasherstellung ist man nur von archäologischen Funden an ehemaligen Verarbeitungsplätzen informiert. Demnach wurden die Zutaten bei ungefähr 500 bis 700 °C in Pfannen gefrittet, bis die Partikel oberflächlich zusammenklebten und sich Glasgalle abschied. Für das eigentliche Glas schmolz man die Fritte dann bei ca. 1100 °C in kleineren Tiegeln. Durch längeres Verweilen bei höheren Temperaturen stiegen die Kohlenstoffdioxidbläschen zur Oberfläche auf und Unreinheiten setzten sich am Boden ab.

### Form und Verzierung

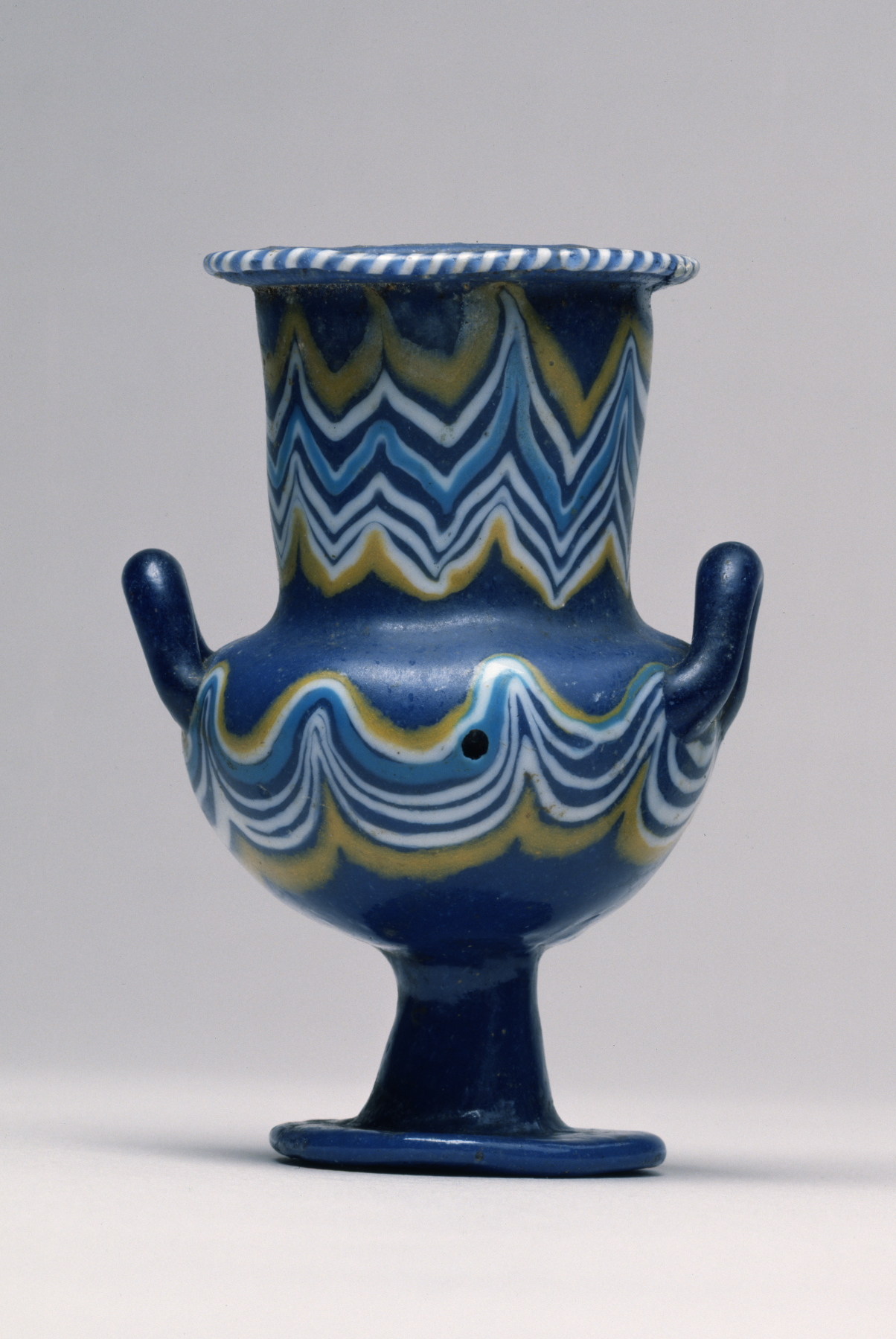
Glasvase aus Malqata (1450 bis 1350 v. Chr.).

Da zwischen dem flüssigen und festen Zustand des ägyptischen Glases nur ein geringes Zeitintervall bestand, musste die Verarbeitung sehr schnell erfolgen. Feinheiten wurden nach der Abkühlung durch Schleifen, Meißeln und Bohren herausgearbeitet.
Für Reliefeinlagen und Figuren mit flacher Rückseite verwendete man Halbformen, wie sie auch bei der Fayenceherstellung eingesetzt wurden. Flache Rückseiten konnten derart veredelt werden, dass Rundplastiken entstanden. Für die Erzeugung von Kleinplastik setzte man das Wachsausschmelzverfahren ein oder schliff aus dem Block. Bei der Anfertigung von Cloisonné-Arbeiten schliff man Glasreliefs oder -plättchen in die passende Form und bettete diese in gleichfarbigen Gips ein.
Die Ägypter verstanden auch die Herstellung von kerngeformten Glasgefäßen. Dazu formte man zunächst einen Kern aus Ton und Sand und drehte diesen in zähflüssiger Glasschmelze oder umwickelte ihn mit einem dicken erhitzten Glasfaden, bis sich ein Mantel bildete. Nach dem Erkalten wurde der Sandkern herausgekratzt, so dass nur noch die Gefäßwandung übrig blieb. An dem Gefäß konnten diverse Verzierungen angebracht werden, die meist aus farbigen Glasfäden bestanden. Ränder und Füße arbeitete man mit Zangen heraus, Henkel wurden separat angesetzt. Muster, die aus farbigem Glas eingelegt oder aufemailliert wurden, erscheinen selten und beschränken sich nicht nur auf Gefäße, ebenso wie Gravuren, bei denen es sich meist um Hieroglyphen- oder Goldbandauflagen handelte.
Es sind einige Gefäße bekannt, die sich aus verschiedenfarbigen, aneinandergeschmolzenen und später abgeschliffenen Glasbatzen zusammensetzen. Diese Mosaikarbeiten können als Vorgänger der Millefiorittechnik angesehen werden, bei der in die Länge gezogene Glasstäbe in viele Bildplättchen zerlegt und zu einem Bild zusammengeschmolzen werden.

## Objekte
Glas wurde als Material sehr vielfältig eingesetzt, vor allem für Schmuck. Hergestellt wurden Perlen, Anhänger, Armreifen, Ohrringe, Ringe, Pektorale und Amulette. Häufig sind auch Götterfigürchen und -symbole wie Skarabäen- und Tierfiguren oder Uschebtis. Bei Kompositfiguren werden gelegentlich Köpfe und Hände aus Glas geformt. Aus Glas finden sich auch Kleinplastiken, Spielsteine, Gefäße, Augeneinlagen sowie Reliefeinlagen von Schmuck und Möbeln. Bei Komposittempelreliefs werden insbesondere Körperteile und Hieroglyphen aus Glas gefertigt. Seltener sind Kopfstützen, Schreibgeräte, Mandragorenfrüchte, mumienförmige Modellsärge und Sphingen.

## Werkstätten
Bekannte Herstellungszentren finden sich zur Zeit von Amenophis III. und Echnaton in Malqata und Tell el-Amarna. Während der 19. und 20. Dynastie sind Werkstätten in Lischt und Menschijeh bekannt. Als archäologische Überreste sind Tiegelreste, Holzkohle, Farbzutaten, Fritte, Glasschlacke, Rohglasklumpen, Glasproben, -streifen, -röhren sowie Mengen von Glasbruch überliefert.